# We Are the Champions
A We Are the Champions a második dal a brit Queen rockegyüttes 1977-es News of the World albumáról. A szerzője Freddie Mercury énekes volt. Kislemezen is megjelent, B-oldalán a We Will Rock You című dallal (Amerikában dupla A-oldalas kislemezen), a 2. helyet érte el a brit slágerlistán, a 4. helyet a Billboard Hot 100-on. Egyike a világ legnépszerűbb és legismertebb dalainak, nem hivatalos győzelmi himnuszként gyakran hangzik fel futballmeccseken, és egyéb sportmérkőzéseken.

## Kompozíció
Zenetörténeti jelentősége volt, hogy kifejezetten élő előadásra írták meg (ez a tudatosság jellemzi az album We Will Rock You című dalát is). Mercury már az A Night at the Opera idején megírta, de ismeretlen megfontolások miatt arra nem került fel. Állítása szerint egy futballmeccs inspirálta a dalt:
A labdarúgásra gondoltam, mikor ezt a dalt írtam. Olyan dalt akartam, amelyet rajongók is tudnak énekelni. Természetesen több teátrális finomságot adtam hozzá, mint ami egy szokásos drukkerkántálásban szokott lenni. Feltételeztem, hogy tudják úgy értelmezni, mint az én verziómat az I Did It My Way-re. Csináltuk, és nem volt könnyű. Ahogy a szövegben van: ez nem fenékig tejfel. És ez még mindig nem könnyű.
Zeneileg Mercury zongorajátékára alapul, kiegészülve Roger Taylor dobolásával és John Deacon basszusjátékával. Brian May rétegezett gitárhangzást produkált, amely sok esetben, de különösen a refréneknél a kórus hangzását utánozza, erősíti. Mercury sokféle jazz akkordot alkalmazott (major és minor 6-os, 7-es, 9-es 11-es és 13-as harmóniákat) a kórusok pedig ezeket 4- és 5-szólamú vokális harmóniákkal hangsúlyozták. A gitár mentes az effektektől, de a kórus alatt elhangzó, a dal ívét követő gitárhang pedállal van torzítva. May a Red Special gitárján játszott, keresztülvezetve a jelet egy Vox 30-as erősítőn.

## Története
Sokak által ismert tény, hogy dupla A-oldalas kislemezen jelent meg, a másik oldalán a We Will Rock Youval. Amerikában például a rádiós DJ-k mindig egymás után játszották őket, hiszen az albumon is egymás után következett a két dal, ezért is volt kézenfekvő így megjelentetni. Angliában viszont a We Will Rock You B-oldalas dal volt. Sikerére jellemző, hogy ez volt az eddigi legjobb eredményt elérő amerikai kislemezük, és már 1978-ban platinalemez lett, azaz több mint egymillió példányban értékesítették. Franciaországban a We Will Rock You 12 hétig vezette a slágerlistát, majd közvetlenül utána a We Are the Champions lett a listavezető.
1992-ben egy amerikai középiskola diplomázó diákjai megkérték a tanárukat, hadd énekeljék el a diplomaosztójukon a We Are the Championst. Mivel a dalt a tanár Freddie Mercuryval és annak AIDS betegségével azonosította, megtiltotta ezt nekik. Erre a diákok egy közeli rádióállomást halmoztak el a kéréseikkel. A megnövekedett népszerűség hatására Amerikában újra megjelent a We Are the Champions/We Will Rock You kislemez, és az 52. helyet érte el a Billboard Hot 100 listán.
A hozzá készült videóklip az első olyan volt, amelyen a rajongói klub tagjai is szerepeltek - ők játszották a közönséget. A videó a New London színházban készült, 1977. október 6-án. A jelenet felvétele után az együttes egy mini-koncertet rögtönzött a közönségnek, a végén pedig minden résztvevő kapott egy ajándék kislemezt.

## Kereskedelmi és kritikai fogadtatás
A korabeli kritika vegyesen fogadta a News of the World albumot, hasonló megítélése lett a dalnak is. A Rolling Stone kritikája az egész albumot az együttes nagyképűsége bizonyítékának tartotta, és ezt a véleményét ezzel a dallal is alátámasztotta. Hasonlóan több kritikus túlzottan himnuszszerűnek tartotta, és negatívumnak nevezte azt a lehetséges értelmezést, hogy az együttes saját magát tartja bajnoknak. Manapság már enyhébb megítélésében van része, az együttes egyik legnépszerűbb dala lett, és a világ egyik legismertebb dalának tartják. Az Amerikai Hanglemezgyártók Szövetsége (RIAA) „Az Évszázad Dalai” listáján a 146. helyre sorolta (a We Will Rock You-val együtt). A VH1 televíziós csatorna „100 Greatest Rock Songs” listáján a 86. helyre került. A Nielsen SoundScan 2009-es jelentése szerint a 2000 és 2009 közötti időszakban az 1970-es években megjelent dalok közül a We are the Champions volt az tizenkettedik legtöbbször internetről letöltött dal.
A brit slágerlistán megjelenése után tizenkét hetet töltött, a második helyen tetőzött három hétig (az első az ABBA Name of the Game című dala volt), és aranylemez lett. Amerikában az addigi legjobban szereplő kislemezük volt (ott dupla A-oldalas kislemezként jelent meg): a negyedik helyet érte el a Billboard Hot 100-on. Ez a kiadvány volt az Elektra kiadó első milliós eladásokat produkáló kislemeze, 1978-ban az eredeti kiadás platinalemez lett. Az 1992-es újramegjelenéskor az 52. helyre került a listán. A dal a We Are the Champions mellett a News of the World album húzódala volt, segítségükkel a Queen egyik legsikeresebb stúdióalbuma lett.

## Élőben
Megjelenésétől fogva játszották minden koncerten, a We Will Rock You után a koncerteket zárta (bár gyakorta elhangzott utána még a God Save the Queen, de azt csak felvételről játszották be, miközben az együttes elbúcsúzott). Jellemző koreográfia volt, hogy az első versszakot Mercury végigzongorázta, majd a másodikat felállva énekelte (például a Live Aid koncerten, vagy ahogy a Queen: Live at Wembley Stadium DVD-n is látható). Szerepel az együttes minden koncertkiadványán, így többek közt a Live Killers koncertalbumon, a Queen on Fire - Live at the Bowl albumon. A Queen + Paul Rodgers koncerteken is játszották, így felkerült a Return of the Champions CD és DVD kiadásaira, valamint a Super Live in Japan DVD-re.
Az 1992-es Freddie Mercury emlékkoncerten Liza Minnelli, Mercury nagy bálványa énekelte el. A végén a koncert többi résztvevője is újra a színpadra lépett, és többször megismételték a refrént.

## Megjelenése a populáris kultúrában
- A Jóbarátok című vígjátéksorozat Monica énekel epizódjában Phoebe zongorakísérettel énekli a dalt.
- Elhangzott a South Park Stanley kupája című részében.

## Feldolgozások
- 2001-ben a Lovagregény című filmhez dolgozta át Robbie Williams Brian May és Roger Taylor közreműködésével.
- 1992-ben a Freddie Mercury emlékkoncert fináléjában Mercury bálványa, Liza Minnelli énekelte el. Többször is elismételte a refrént, több percesre húzva az előadását, és a végén a többi fellépő is vele énekelt.
- 2005-ben, a Live 8 koncerten a Green Day adta elő.
- Több másik Queen dal mellett szerepelt a Lego Rock Band elnevezésű virtuális gitár játék internetről letölthető dalai között.

## Közreműködők
- Ének: Freddie Mercury
- Háttérvokál: Freddie Mercury

Hangszerek:
- Roger Taylor: Ludwig dobfelszerelés
- John Deacon: Fender Precision Bass
- Brian May: Red Special
- Freddie Mercury: Steinway hangversenyzongora

## Kiadás és helyezések
| Helyezések \| Év \| Ország \| Helyezés[14] \| Eladási minősítés \| Eladás \| \| ---- \| ------------- \| ------------ \| ----------------- \| ---------- \| \| 1977 \| Anglia \| 2 \| arany[11] \| 400 000+ \| \| 1977 \| Amerika \| 4 \| platina[13] \| 1 000 000+ \| \| 1977 \| Japán \| 72 \| — \| — \| \| 1977 \| Németország \| 13 \| — \| — \| \| 1977 \| Hollandia \| 2 \| — \| — \| \| 1977 \| Ausztrália \| 11 \| — \| — \| \| 1977 \| Írország \| 3 \| — \| — \| \| 1977 \| Franciaország \| 1 \| arany[15] \| 624 000+ \| | 7": EMI 2708 (Anglia)/Elektra E-45441 (Amerika) 1. We Are the Champions – 2:59 2. We Will Rock You – 2:01 3" CD: Parlophone QUECD6 (Anglia, 1988) 1. We Are the Champions – 2:59 2. We Will Rock You – 2:01 3. Fat Bottomed Girls – 3:22 |          |                   |            |
| Év | Ország | Helyezés | Eladási minősítés | Eladás     |
| 1977 | Anglia | 2        | arany             | 400 000+   |
| 1977 | Amerika | 4        | platina           | 1 000 000+ |
| 1977 | Japán | 72       | —                 | —          |
| 1977 | Németország | 13       | —                 | —          |
| 1977 | Hollandia | 2        | —                 | —          |
| 1977 | Ausztrália | 11       | —                 | —          |
| 1977 | Írország | 3        | —                 | —          |
| 1977 | Franciaország | 1        | arany             | 624 000+   |